# Drew Abbott
Drew Abbott (* 13. Januar 1947 in Detroit, Michigan, Vereinigte Staaten) ist ein US-amerikanischer Gitarrist.

## Leben
Drew Abbott war in den späten 1960ern Mitglied der Band Third Power, die bei Vanguard Records unter Vertrag stand. Nach der Veröffentlichung der ersten LP Believe löste sie sich auf. Daraufhin arbeitete er mit Musikern wie Curtis Mayfield und Stevie Wonder zusammen. Sein Manager Edward „Punch“ Andrews betreute auch Bob Seger und stellte den Kontakt zwischen beiden her. Abbott schloss sich Bob Seger & The Silver Bullett Band an. Das Album Seven aus dem Jahr 1974 war das erste gemeinsame Album. Es folgten 1975 Beautiful Loser, 1976 Live Bullet und Night Moves, 1978 Stranger in Town, 1980 Against the Wind, 1981 Nine Tonight und 1982 The Distance. Danach kam es zum Bruch und Abbott verließ Seger und die Band. 1983 zug Abbott nach Traverse City und gründete dort eine Familie. Mit Tim Sparling gründete er die Formation Burning Circle. Ein weiteres Projekt war die Band Blue Highway. 2004 kam es zur Versöhnung mit Seger, als er Abbott bat, zusammen mit ihm bei seiner Aufnahme in die Rock and Roll Hall of Fame aufzutreten. Zur Zeit bildet er mit dem Bassisten Jack Dryden, dem Schlagzeuger Roger Tarczon und dem Pianisten Tim Sparling die Band Leo Creek.